# Grønlands Seminarius Sportklub
Grønlands Seminarius Sportklub (GSS) est un club de football, de handball et de volley-ball groenlandais basé à Nuuk et fondé en 1944.

## Palmarès

### Football
- Championnat :
  - 1972, 1973, 1975, 1976
  - second : 1971
- Championnat féminin : 
  - 2018
  - troisième : 2003

### Handball
- Championnat :
  - 1974, 1976, 1977, 1979

### Volley-ball
- Championnat :
  - 1984, 1985, 1987, 1989, 1990, 1994, 1995, 1996, 1997, 2004, 2006
- Championnat féminin : 
  - 1985, 1986, 1988, 1999, 1993, 1996, 1997, 1998, 2000, 2003, 2005, 2007, 2008